# Nintendo e-Reader
 (novembre 2024).
Si vous disposez d'ouvrages ou d'articles de référence ou si vous connaissez des sites web de qualité traitant du thème abordé ici, merci de compléter l'article en donnant les références utiles à sa vérifiabilité et en les liant à la section « Notes et références ».
Le Nintendo e-Reader est un lecteur de « e-cartes » (e-cards) pour la Game Boy Advance fabriqué par Nintendo. Il est composé d'un scanner laser pour lire des cartes spéciales (utilisant une technologie proche du code-barres) et ainsi charger dans la console des jeux Nintendo Entertainment System (NES), des nouveaux niveaux comme pour Super Mario Advance 4 (remake de Super Mario Bros. 3), des objets... Mais il peut aussi permettre de transférer ces données vers la GameCube via un câble link (exemple pour Doubotsu no mori e+). Le e-reader n'est sorti qu'au Japon et aux États-Unis, où il fut rapidement abandonné.

## Liste de jeux

### Jeux Nintendo Entertainment System compatibles
- Série jeux Nintendo Entertainment System compatibles : elle regroupe les jeux NES les plus connus.
  - Balloon Fight ;
  - Donkey Kong Jr. ;
  - Excitebike ;
  - Pinball ;
  - Tennis ;
  - Baseball ;
  - Donkey Kong ;
  - Ice Climber ;
  - Mario Bros. ;
  - Urban Champion ;
  - Clu Clu Land ;
  - Donkey Kong 3 ;
  - Golf.

### Animal Crossing
Des séries de cartes ont été éditées pour apporter de nouveaux objets, jeux... au jeu Animal Crossing sur GameCube. Il en existe quatre séries de respectivement 66, 71, 94 et 95 cartes. Une série promotionnelle de deux cartes a également été incluse avec le e-Reader et le magazine Nintendo Power[réf. nécessaire].

### Pokémon
Des cartes pour les jeux Pokémon sur Game Boy Advance.

### Super Mario Advance 4:Super Mario Bros. 3
Des cartes pour Super Mario Advance 4 sur Game Boy Advance permet l'intégration de niveaux inédits, de gameplays issus des précédents jeux Mario (le lancer de légumes de Super Mario Bros. 2 ou les pièces Yoshi de Super Mario World), de nouveaux powers-ups (anciens ou inédits) et même de jouer aux premiers niveaux de Super Mario Bros., à tel point que ce jeu est même considéré comme un épisode à part entière.

### Autres
D'autres cartes pour divers événements.

## Anecdotes
- L'e-Reader fait l'objet d'un jeu multijoueurs dans WarioWare, Inc.: Mega Party Game$! sur GameCube, nommé « jeu de cartes » (jeu multijoueur de 9-Volt).
- Étrangement, les ajouts liés à l'e-Reader dans Super Mario Advance 4 ont été traduits pour le marché européen, bien qu'il ne fut pas à l'origine possible de le voir. Ce n'est que lorsque le jeu sortit sur la Console virtuelle de la Wii U que cette découverte a été réalisée. Par ailleurs le support limité de l'e-Reader en Amérique du Nord fit passer à la trappe plusieurs cartes de niveaux qui n'eurent pas le temps d'être commercialisées, et ne quittèrent donc jamais le Japon avant le portage de Super Mario Advance 4 sur console virtuelle, rendant ces niveaux inédits pour l'international.